# Nuoto ai Giochi della XXV Olimpiade - 400 metri misti femminili
Hanno partecipato alle batterie di qualificazione 32 atlete: le prime 8 si sono qualificate per la finale A, le successive 8 invece si sono qualificate per la finale B.

## Finale A
28 luglio 1992
| Posizione | Atleta             | Paese       | Tempo   |
| --------- | ------------------ | ----------- | ------- |
|           | Kristina Egerszegi | Ungheria    | 4:36.54 |
|           | Lin Li             | Cina        | 4:36.73 |
|           | Summer Sanders     | Stati Uniti | 4:37.58 |
| 4         | Hayley Lewis       | Australia   | 4:43.75 |
| 5         | Hideko Hiranaka    | Giappone    | 4:46.24 |
| 6         | Daniela Hunger     | Ungheria    | 4:47.57 |
| 7         | Eri Kimura         | Giappone    | 4:47.78 |
| 8         | Ewa Synowska       | Polonia     | 4:53.32 |

## Finale B
| Posizione | Atleta         | Paese          | Tempo   |
| --------- | -------------- | -------------- | ------- |
| 9         | Jana Haas      | Germania       | 4:47.74 |
| 10        | Erika Hansen   | Stati Uniti    | 4:48.37 |
| 11        | Joanne Malar   | Canada         | 4:48.52 |
| 12        | Silvia Parera  | Spagna         | 4:48.77 |
| 13        | Nancy Sweetnam | Canada         | 4:50.17 |
| 14        | Hana Cerna     | Cecoslovacchia | 4.50.30 |
| 15        | Beatrice Coada | Romania        | 4:50.60 |
| 16        | J. McKenzie    | Australia      | 4:52.04 |

## Batterie di qualificazione
- Q = Qualificate per la finale A
- q = qualificate per la finale B

| Posizione | Atleta                | Paese          | Tempo     |
| --------- | --------------------- | -------------- | --------- |
| 1         | Kristina Egerszegi    | Ungheria       | 4:43.83 Q |
| 2         | Summer Sanders        | Stati Uniti    | 4:43.95 Q |
| 3         | Lin Li                | Germania       | 4:45.74 Q |
| 4         | Ewa Synowska          | Polonia        | 4:46.00 Q |
| 5         | Eri Kimura            | Giappone       | 4:46.17 Q |
| 6         | Hayley Lewis          | Australia      | 4:46.57 Q |
| 7         | Daniela Hunger        | Germania       | 4:47.39 Q |
| 8         | Hideko Hiranaka       | Giappone       | 4:47.92 Q |
| 9         | Beatrice Coada        | Romania        | 4:48.12 q |
| 10        | Erika Hansen          | Stati Uniti    | 4:48.13 q |
| 11        | Jana Haas             | Germania       | 4:49.93 q |
| 12        | Silvia Parera         | Spagna         | 4:50.16 q |
| 13        | J. McKenzie           | Australia      | 4:51.80 q |
| 14        | Hana Cerna            | Cecoslovacchia | 4:52.21 q |
| 15        | Nancy Sweetnam        | Canada         | 4:52.41 q |
| 16        | Joanne Malar          | Canada         | 4:52.85 q |
| 17        | Philippa Langrel      | Nuova Zelanda  | 4:53.62   |
| 18        | Noemi Lung            | Romania        | 4:53.91   |
| 19        | Celine Bonnet         | Francia        | 4:54.70   |
| 20        | Yan Ming              | Cina           | 4:54.93   |
| 21        | Sharron Davies        | Regno Unito    | 4:56.44   |
| 22        | Elisenda Perez        | Spagna         | 4:56.78   |
| 23        | Helen Slatter         | Regno Unito    | 4:58.24   |
| 24        | Marta Wlodkowska      | Polonia        | 4:58.30   |
| 25        | Jeanine Steenkamp     | Sudafrica      | 4:58.48   |
| 26        | Michelle Smith        | Irlanda        | 4:58.94   |
| 27        | Jill Brukman          | Sudafrica      | 5:03.34   |
| 28        | Praphalsai Minpraphal | Thailandia     | 5:04.95   |
| 29        | Keren Regal           | Israele        | 5:07.97   |
| 30        | Yu Fen Ooi            | Singapore      | 5:08.19   |
| 31        | Claudia Fortin        | Honduras       | 5:09.84   |
|           | Britta Vestergaard    | Danimarca      | SQ        |